# Peter Niemeyer
Peter Niemeyer (sinh ngày 22 tháng 11 năm 1983 ở Hörstel) là một cầu thủ bóng đá người Đức hiện đang chơi cho Werder Bremen.Anh có thể chơi cả ở vị trí trung vệ và tiền vệ lùi.
Mặc dù sinh ở Đức song Niemeyer lại có những năm tháng đầu tiên trong sự nghiệp thi đấu chuyên nghiệp ở Hà Lan, chơi cho FC Twente.Vào tháng 1 năm 2007, anh gia nhập Bundesliga để chơi cho Werder Bremen, xuất hiện trong 3 trận cho đội hình chính thức.
Vào ngày 29 tháng 9 năm 2007, Niemeyer góp mặt trong trận thắng 8-1 ở sân nhà trước Arminia Bielefeld, ghi bàn mở tỉ số và là bàn đầu tiên của anh ở Bundesliga.Sau đó, anh lại bị thay ra, chỉ sau 33 phút.